# Løberknæ
Løberknæ er en overbelastningsskade, som opstår fordi senebånd tractus iliotibialis ”gnaver” på den nederste og yderste del af lårbensknoglen. 
Symptomerne på løberknæ er:
- Smerter foran, bagved eller omkring knæskallen
- Smerter når man bøjer knæet
- Smerter når man går ned ad trapper eller ned ad en bakke

Løberknæ behandles med aflastning, is og udstrækning.
Symptomer på løberknæ behandles effektiv med manuelle øvelser.